# Nikolay Bobarenko
Nikolay Semyonovich Bobarenko (em russo:  Николай Семёнович Бобаренко) (27 de novembro de 1931 — 16 de abril de 1996) foi um ciclista soviético. Competiu para a União Soviética em duas provas nos Jogos Olímpicos de Helsinque 1952.